# Comercial de televisão

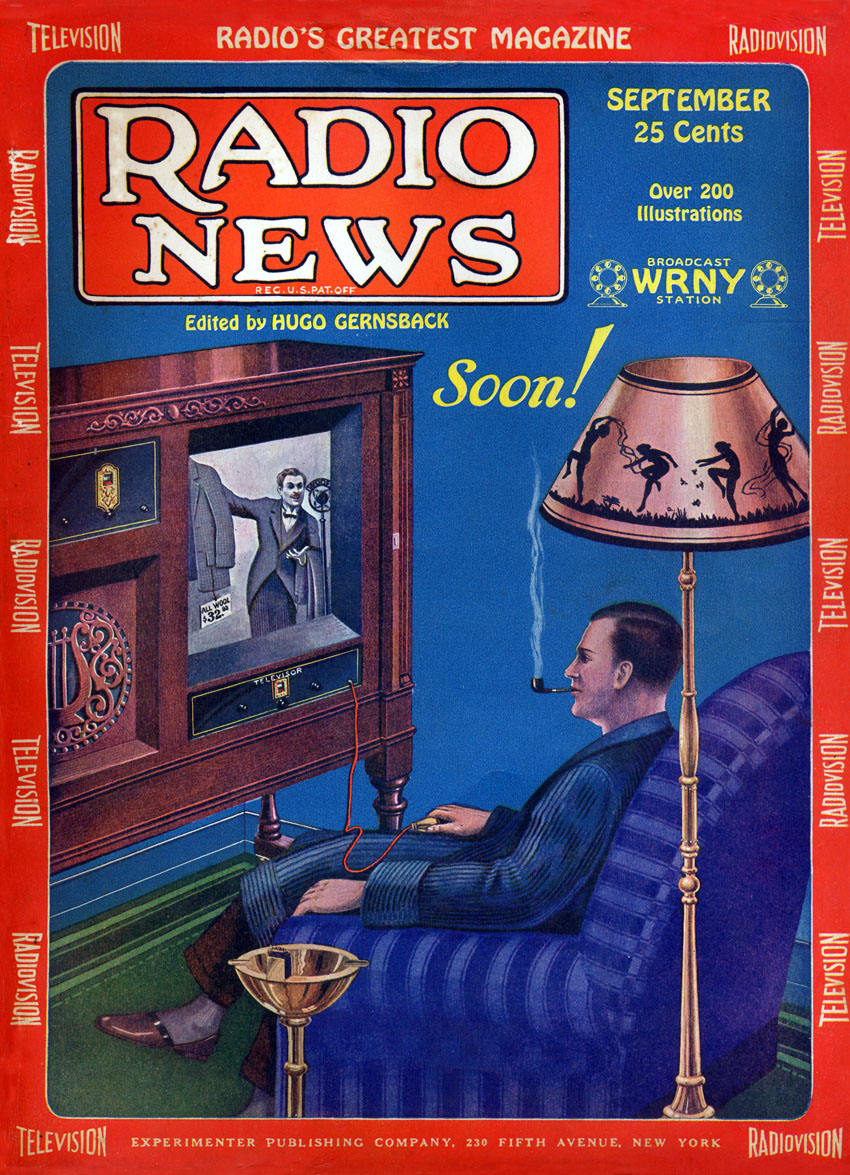
A televisão ainda estava em fase experimental em 1928, mas o potencial do meio para vender bens, serviços e ideias já estava previsto nesta capa da Radio News daquele ano.

Um comercial de televisão é uma modalidade de propaganda veiculada em aparelhos televisores que se caracteriza por uma peça publicitária com o objetivo de se tornar um fator decisivo na ação de consumo do telespectador, buscando instigar e conquistar a pessoa que está do outro lado da tela.

## Mercado
Os investimentos em publicidade na televisão aberta cresceram 2,4% em 2016 em comparação ao ano de 2015.